# Gmina Poliçan
Gmina Poliçan (alb. Bashkia Poliçan) – gmina miejska położona w środkowej części Albanii. Administracyjnie należy do okręgu Skrapar w obwodzie Berat. W 2011 roku populacja gminy wynosiła 4318, 2143 kobiety oraz 2175 mężczyzn, z czego Albańczycy stanowili 96,90% mieszkańców.